# Evening News
『Evening News』（イブニングニュース）は、CS放送の日テレNEWS24（旧・NNN24）で放送されている報道番組である。

## 概要
平日の放送について
夕方までに入っているニュースを伝える。基本的には前の時間帯に『Late Afternoon News』で放送されたものと同じニュースを伝えるが、19時半台の冒頭に最新ニュースが更新される。また経済情報も、『Late Afternoon News』で放送されたものをニュースの最後に放送する。
土曜日の放送について
戸田山貴美キャスターが17:00〜17:30に日本テレビで放送された『news every.サタデー』で放送したものと同じニュースを伝える。一部は最新のニュース。
日曜日の放送について
放送内容は、基本的に『Late Afternoon News』と変わらない。山田幸美キャスターによる最新ニュース以外は、日中のキャスター（中島彩キャスター）によるリピート放送。

## 放送時間
- 18:00 - 21:00（毎日）
- 途中、速報ニュースはすぐに『BREAKING NEWS』で放送する。
- スポーツ中継（プロ野球・千葉ロッテマリーンズ戦やサッカー・AFCチャンピオンズリーグなど）の編成に伴い、CS放送のみ番組途中での飛び乗り（飛び降り）または休止となる場合がある。

## 出演者
- 月曜担当 榎本麗美
- 火曜担当 鈴木理香子
- 水曜担当 大重麻衣
- 木曜・日曜担当 山田幸美
- 金曜担当 橋口秀一
- 土曜担当 戸田山貴美

いずれのキャスターも、直前の『Late Afternoon News』や次の番組の『Daily Planet』を兼務する。